# Туния
Туния (лат. Thunia) — род многолетних травянистых растений семейства Орхидные.
Аббревиатура родового названия — Thu.
Род представлен пятью наземными и эпифитными видами от среднего до крупного размеров, распространенных в Индии, Китае, и Юго-Восточной Азии.

## Этимологияи история описания
Назван в честь чешского коллекционера орхидей графа Thun Hohenstein (1786-1873). 
 Описан Генрихом Райхенбахом в 1852 году.

## Морфологическое описание
Стебли длинные (до 1 м), прямостоячие, двулетние, собраны в плотные группы, в нижней части покрыты листовыми влагалищами, в верхней - несут опадающие в период покоя листья.
 Соцветия верхушечные, свисающие, кистевидные, многоцветковые, развивающееся в побегах текущего года вегетации.
 Прицветники большие, в виде покрывала, неопадающие.
 Цветки крупные, яркие, преимущественно белой или сиренево-пурпурной окраски с жёлтым пятном на губе, быстро отцветающие. Чашелистики и лепестки свободные, похожи друг на друга.
Губа цельная, на конце бахромчатая, с 5-7 продольными бахромчатыми пластинками и со шпорцем у основания. Шпорец короткий, тупоконечный.
 Колонка с 2 крыловидными выростами.
 Поллиниев - 4.

## Виды
Виды (включая устаревшие и ошибочные названия) приводятся по Checklist Royal Botanic Gardens, Kew, по данным на июль 2009 г.: 
Выделенным шрифтом отмечены виды и их вариации составляющие род туния в настоящее время.
- Thunia alba (Lindl.) Rchb.f., 1852
  - Thunia alba var. alba
  - Thunia alba var. bracteata (Roxb.) N.Pearce & P.J.Cribb, 2001
- Thunia bensoniae Hook.f., 1868
- Thunia bracteata (Roxb.) Schltr., 1919 = Thunia alba var. bracteata
- Thunia brymeriana Rolfe, 1892
- Thunia candidissima (N.E.Br.) Rchb.f., 1888
- Thunia dodgsonii (Dean) B.S.Williams, 1894
- Thunia marshalliana Rchb.f., 1876 = Thunia alba var. alba
  - Thunia marshalliana var. ionophlebia Rchb.f., 1885 = Thunia alba var. alba
  - Thunia marshalliana f. ionophlebia (Rchb.f.) M.Wolff & O.Gruss, 2007 = Thunia alba var. alba
- Thunia mastersiana Kraenzl., 1894
- Thunia nivalis (Hemsl.) Rchb.f., 1888 = Thunia alba var. alba
- Thunia pulchra Rchb.f., 1872
- Thunia venosa Rolfe, 1905 = Thunia alba var. bracteata
- Thunia winniana L.Linden, 1894
- Thunia xanthophlebia Rchb.f. ex Parish in F.Mason, 1883

Естественных гибридов не зарегистрировано.

## Охрана исчезающих видов
Все виды рода Thunia входят в Приложение II Конвенции CITES. Цель Конвенции состоит в том, чтобы гарантировать, что международная торговля дикими животными и растениями не создаёт угрозы их выживанию.

## В культуре
Температурная группа теплая. 

Посадка в пластиковый или керамический горшок 17-20 см в диаметре.
Субстрат — смесь дерновой земли, верхового торфа, сфагнума, листовой подстилки и песка (1:1:1:2:0,5). Для рыхлости в субстрат добавляют мелкие керамические черепки или измельченный пенопласт. 
Пересадка весной, при высоте молодых побегов 5-8 см. После пересадки растения не поливают, а только опрыскивают. Обильный полив осуществляют с момента, когда высота побега достигнет 15-20 см. Осенью, после пожелтения листьев, полив сокращают. После опадения листьев растения вынимают из горшков и до появления молодых побегов хранят в вертикальном положении, в прохладном (около 12 °C), хорошо освещенном помещении. 
Размножают черенкованием и делением куста. 
В период активного роста осуществляется подкормка 0,02 % раствором полного минерального удобрения.